# Renault 19

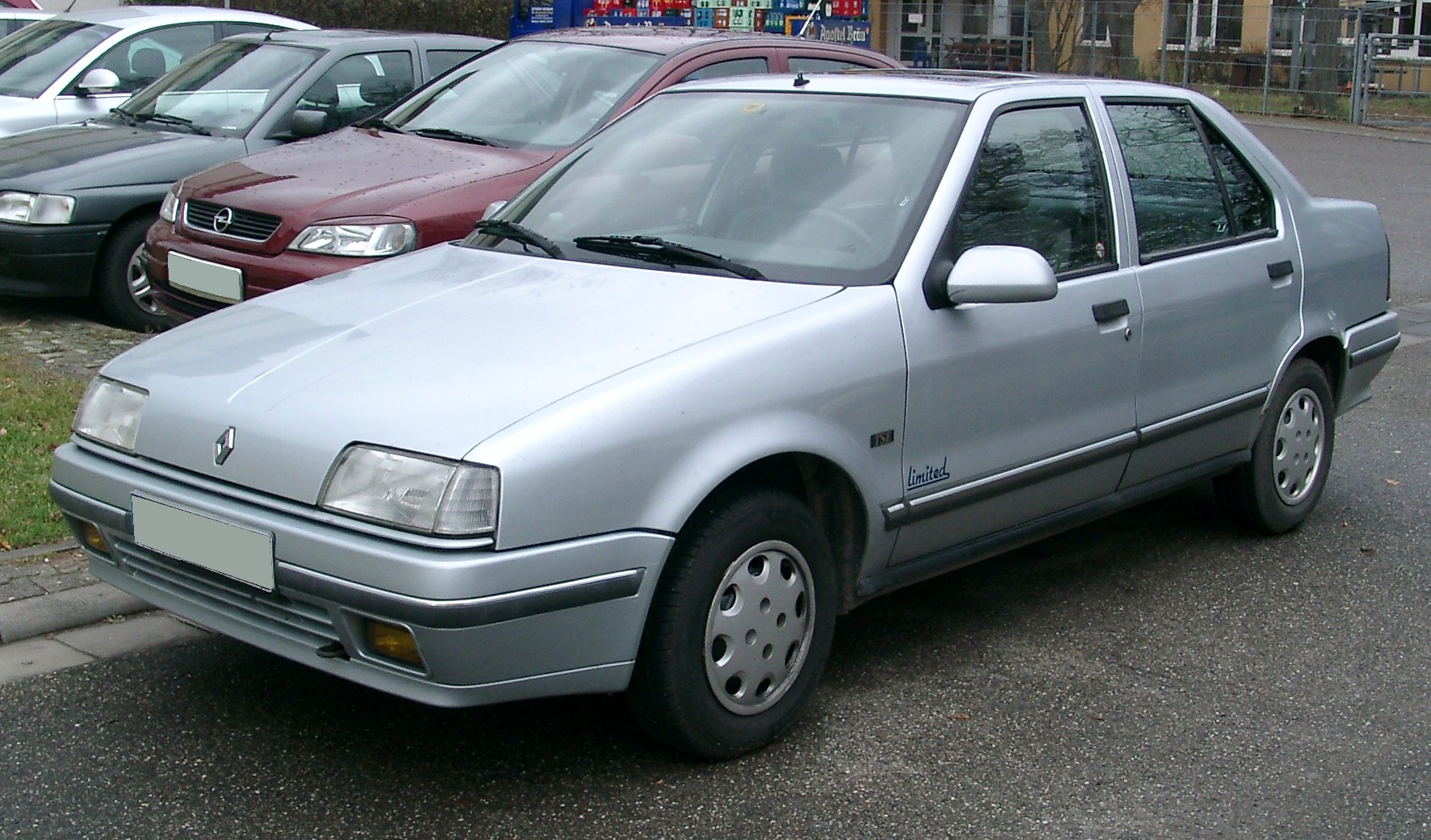
Renault 19 Chamade (sedan)

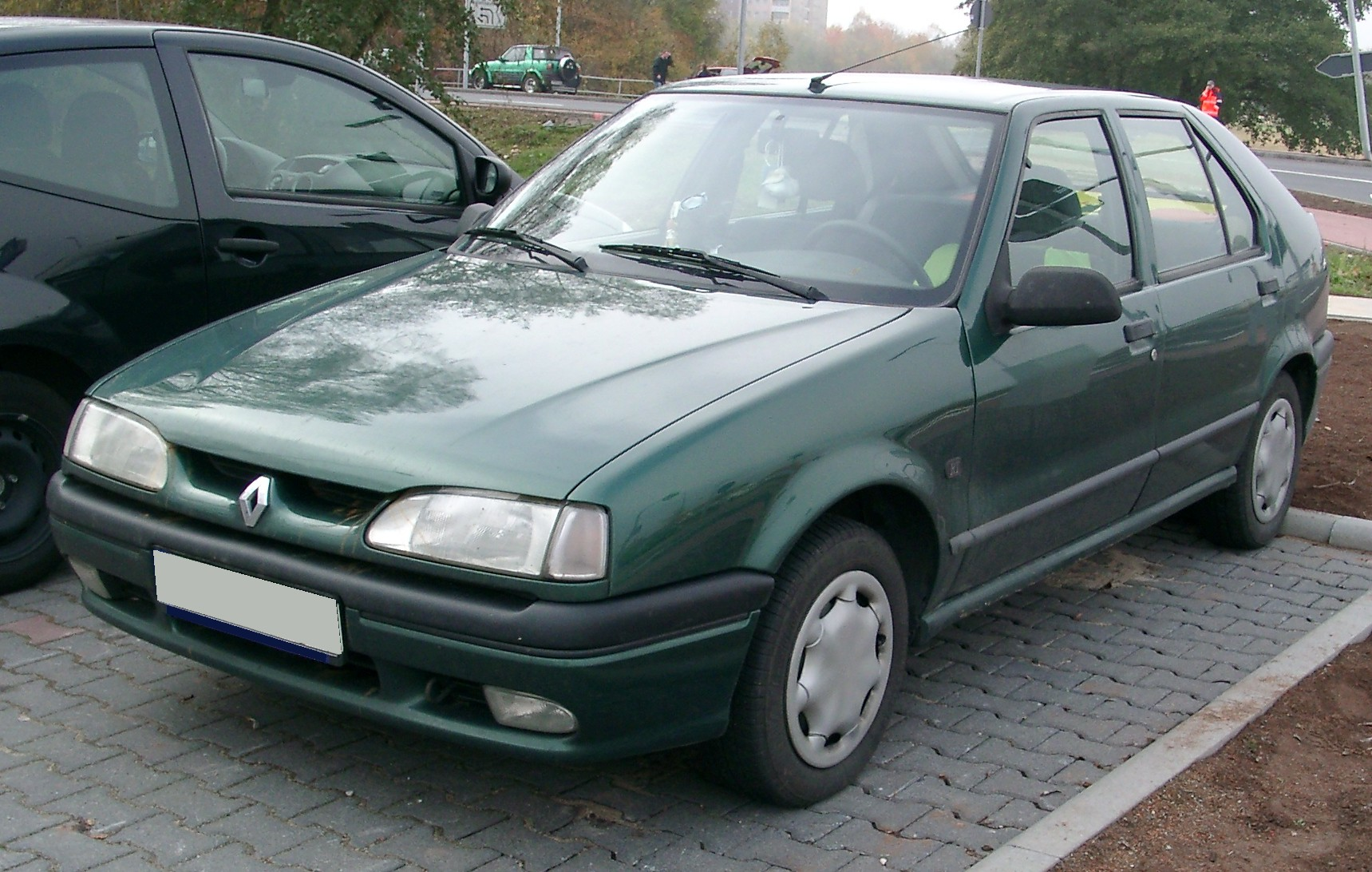
Senare, ansiktslyft, Renault 19 (1992-95)

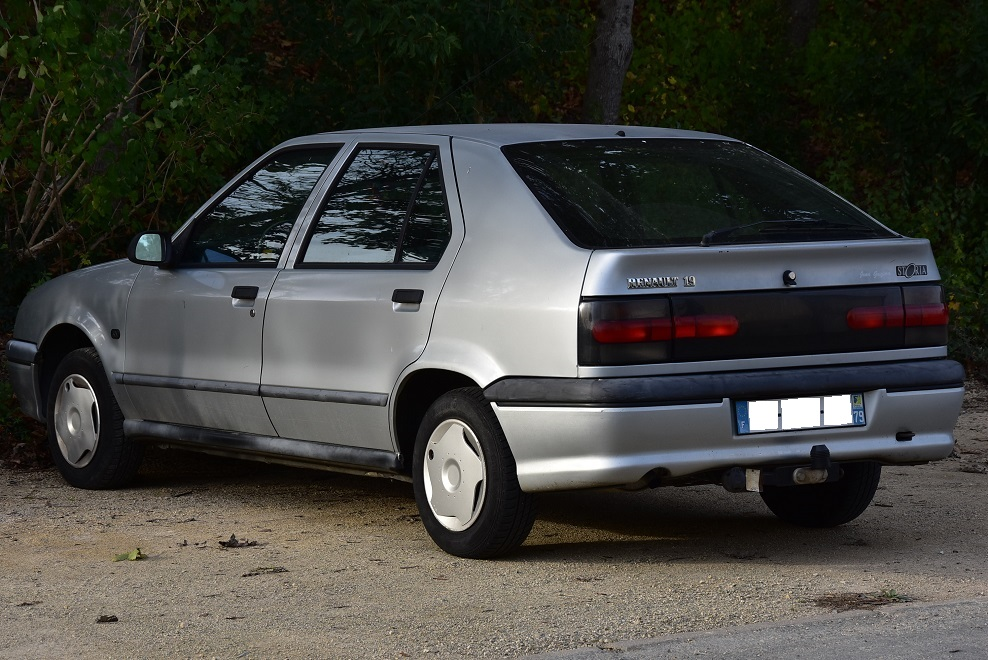
Renault 19 1.4e RN Storia, 1995

Renault 19 var en bil från Renault som ersatte Renault 11 och Renault 9 (sedanmodellen Chamade). Renault 19 introducerades 1988 och fanns som tre- och femdörrars halvkombi, fyradörrars sedan och från 1991 även som tvådörrars cabriolet. 1992 genomgick bilen ett ansiktslyft med omfattande omdesign i front och akter.
1995 tog modellen Mégane över. Modellen fortsatte dock tillverkas i Argentina för den sydamerikanska marknaden fram till 2000.

## Motoralternativ
| Modell | Motor                   | Cylindervolym | Effekt | Vridmoment | Bränslesystem      |
| ------ | ----------------------- | ------------- | ------ | ---------- | ------------------ |
| 1.2    | 4-cyl radmotor SOHC 8V  | 1171 cm³      | 58 hk  | 85 Nm      | Bränsleinsprutning |
| 1.4    | 4-cyl radmotor OHV 8V   | 1397 cm³      | 60 hk  | 101 Nm     | Förgasare          |
| 1.4    | 4-cyl radmotor OHV 8V   | 1390 cm³      | 58 hk  | 100 Nm     | Bränsleinsprutning |
| 1.4    | 4-cyl radmotor SOHC 8V  | 1390 cm³      | 80 hk  | 108 Nm     | Förgasare          |
| 1.4    | 4-cyl radmotor SOHC 8V  | 1390 cm³      | 79 hk  | 107 Nm     | Bränsleinsprutning |
| 1.7    | 4-cyl radmotor SOHC 8V  | 1721 cm³      | 92 hk  | 138 Nm     | Förgasare          |
| 1.7    | 4-cyl radmotor SOHC 8V  | 1721 cm³      | 73 hk  | 127 Nm     | Bränsleinsprutning |
| 1.7    | 4-cyl radmotor SOHC 8V  | 1721 cm³      | 94 hk  | 140 Nm     | Bränsleinsprutning |
| 1.8    | 4-cyl radmotor SOHC 8V  | 1794 cm³      | 94 hk  | 142 Nm     | Bränsleinsprutning |
| 1.8    | 4-cyl radmotor SOHC 8V  | 1794 cm³      | 109 hk | 160 Nm     | Bränsleinsprutning |
| 16V    | 4-cyl radmotor DOHC 16V | 1764 cm³      | 135 hk | 158 Nm     | Bränsleinsprutning |
| 1.9d   | 4-cyl radmotor SOHC 8V  | 1870 cm³      | 64 hk  | 118 Nm     | Diesel             |
| 1.9dT  | 4-cyl radmotor SOHC 8V  | 1870 cm³      | 90 hk  | 175 Nm     | Turbodiesel        |

- Wikimedia Commons har media som rör Renault 19.